# Landtagswahl in Rheinland-Pfalz 1979
- SPD: 43
- FDP: 6
- CDU: 51

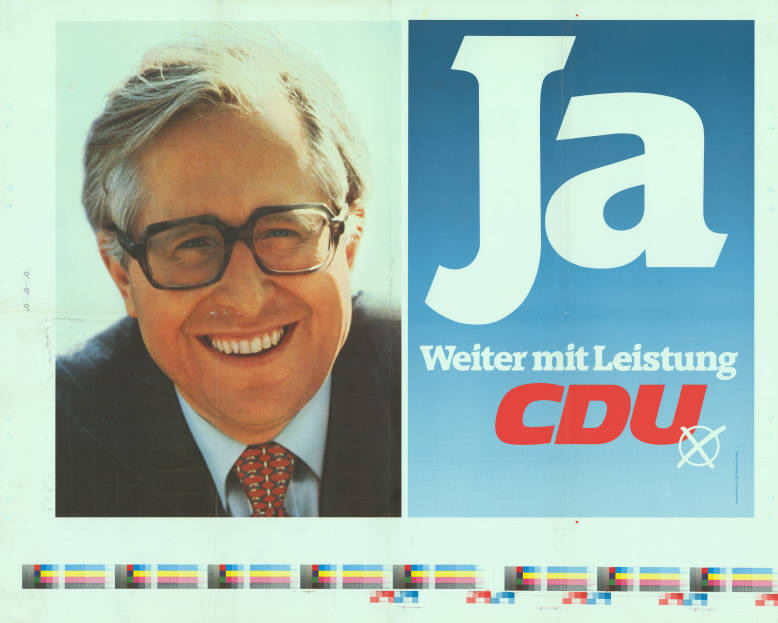
Wahlplakat der CDU mit Ministerpräsident Vogel

Die Landtagswahl in Rheinland-Pfalz 1979 fand am 18. März statt. Die Oppositionsparteien SPD und FDP erzielten Stimmenzuwächse, während die von Ministerpräsident Bernhard Vogel geführte CDU zwar an Stimmen verlor, ihre absolute Mehrheit aber dennoch verteidigen konnte.

## Ausgangslage
1975 hatte die CDU unter Ministerpräsident Kohl ihr bestes Ergebnis bei einer rheinland-pfälzischen Landtagswahl erzielt und konnte weiterhin ohne Koalitionspartner regieren. Kohl wechselte 1976 als Oppositionsführer nach Bonn und übergab das Amt des Ministerpräsidenten an Bernhard Vogel, der die Alleinregierung der CDU fortsetzte. Oppositionsparteien im Parlament waren SPD und FDP.

## Wahlergebnis
Landtagswahl am 18. März 1979
Wahlberechtigte: 2.717.051
Wähler: 2.211.862 (Wahlbeteiligung: 81,41 %)
Gültige Stimmen: 2.184.540 
 Ungültige Stimmen: 27.342 (1,24 %)
| Partei          | Stimmen   | Anteil in % | Sitze | Sitze 1975 |
| CDU             | 1.094.480 | 50,10       | 51    | 55         |
| SPD             | 923.965   | 42,30       | 43    | 40         |
| FDP             | 139.248   | 6,37        | 6     | 5          |
| NPD-Grüne Liste | 14.915    | 0,68        |       |            |
| DKP             | 9.024     | 0,41        |       |            |
| KBW             | 2.278     | 0,10        |       |            |
| EAP             | 630       | 0,03        |       |            |
| Total           | 2.184.540 |             | 100   | 100        |

Die CDU, die mit dem Slogan "Ja, weiter mit Leistung" angetreten war, konnte die absolute Mehrheit verteidigen und Ministerpräsident Vogel blieb im Amt.
→ Liste der Mitglieder des Landtages Rheinland-Pfalz (9. Wahlperiode)